# Kerk van Woltersum
De Kerk van Woltersum is een kerkgebouw in Woltersum in de Nederlandse provincie Groningen.

## Bouwhistorie
De kerk is gebouwd op de plaats waar een afgebroken middeleeuwse kerk heeft gestaan. De oude kerk werd in 1765 gedeeltelijk gesloopt. Het schip werd verlegd en verkleind. In 1838 werden ook de apsis en de vrijstaande kerktoren afgebroken. Aan de oostzijde van de kerk werd een nieuwe toren gebouwd, met mechanisch torenuurwerk. Vergeleken met de middeleeuwse kerk is de nieuwe kerk als het ware een halve slag gedraaid. In de toren is een steen met het wapen van het jonkersgeslacht Rengers uit 1558 behouden gebleven.
In de kerk bevinden zich de uit 1530 daterende beschilderde preekstoel met achterschot en klankbord, vier herenbanken met gesneden bekroningen en een koperen kroon. Er is een eenklaviers orgel met negen registers en aangehangen pedaal, in 1894 gemaakt door de orgelbouwers Van Oeckelen te Harendermolen.
In 1996 werd de kerk overgedragen aan de Stichting Oude Groninger Kerken.

## Zie ook

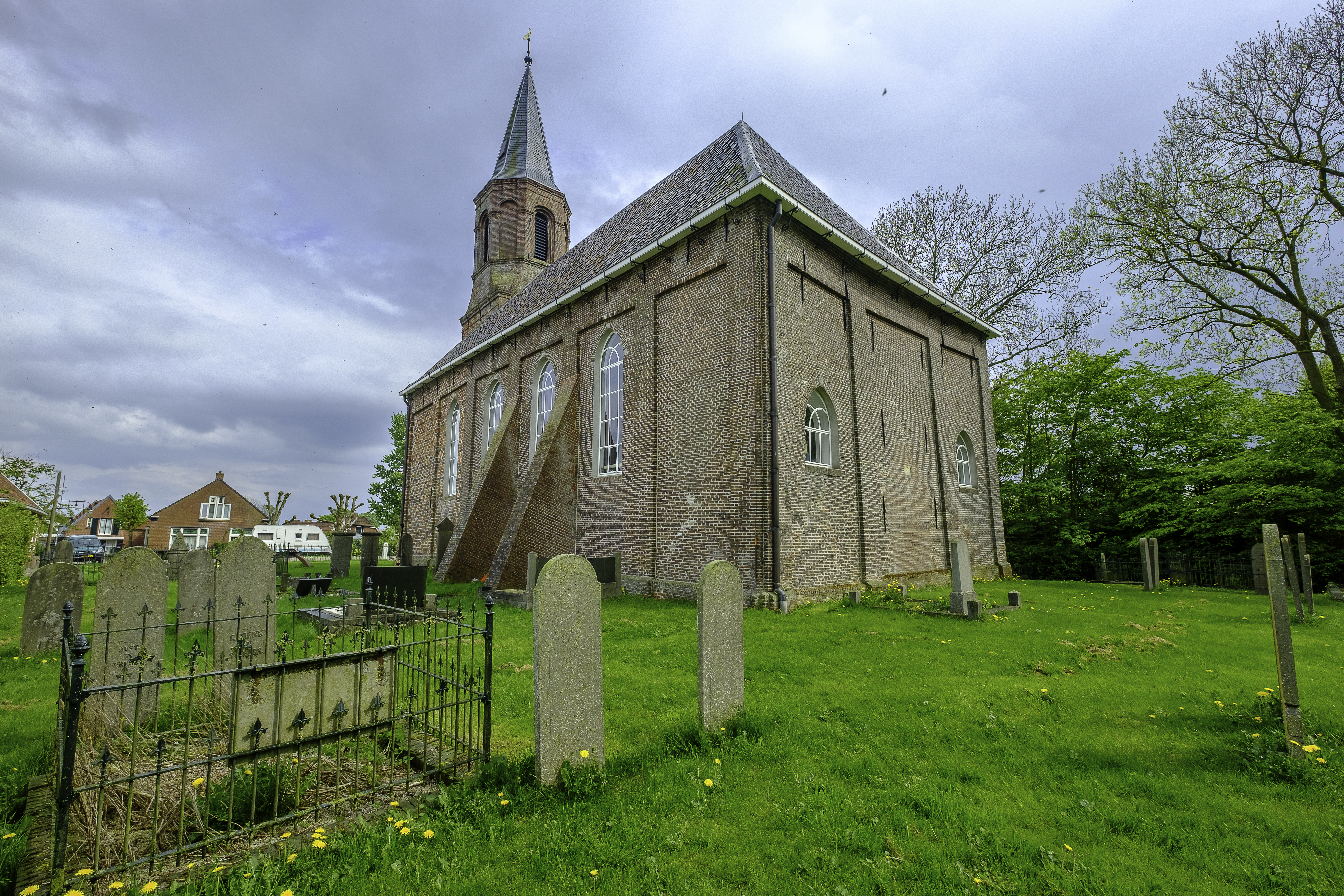
Achteraanzicht
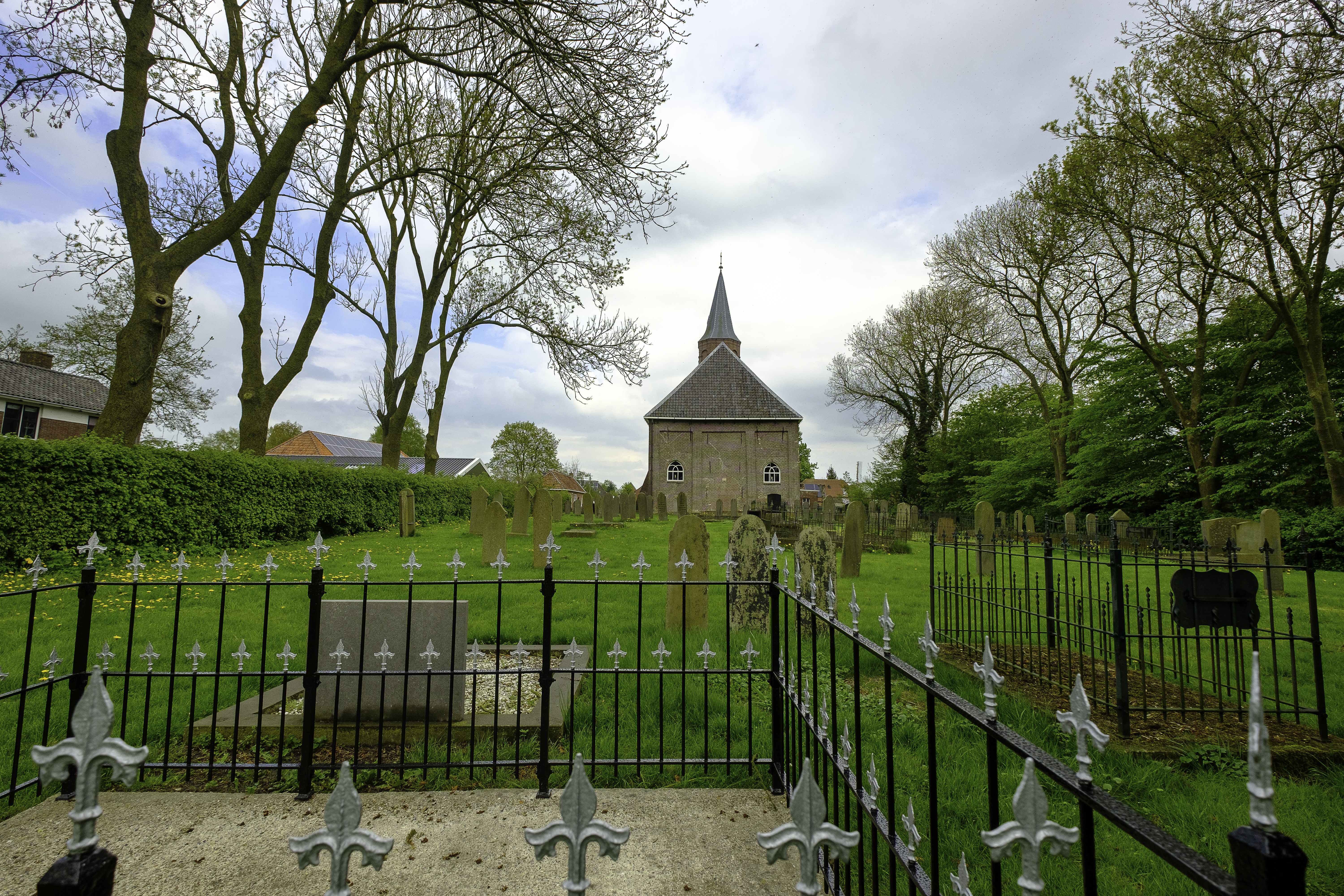
Graven op het kerkhof
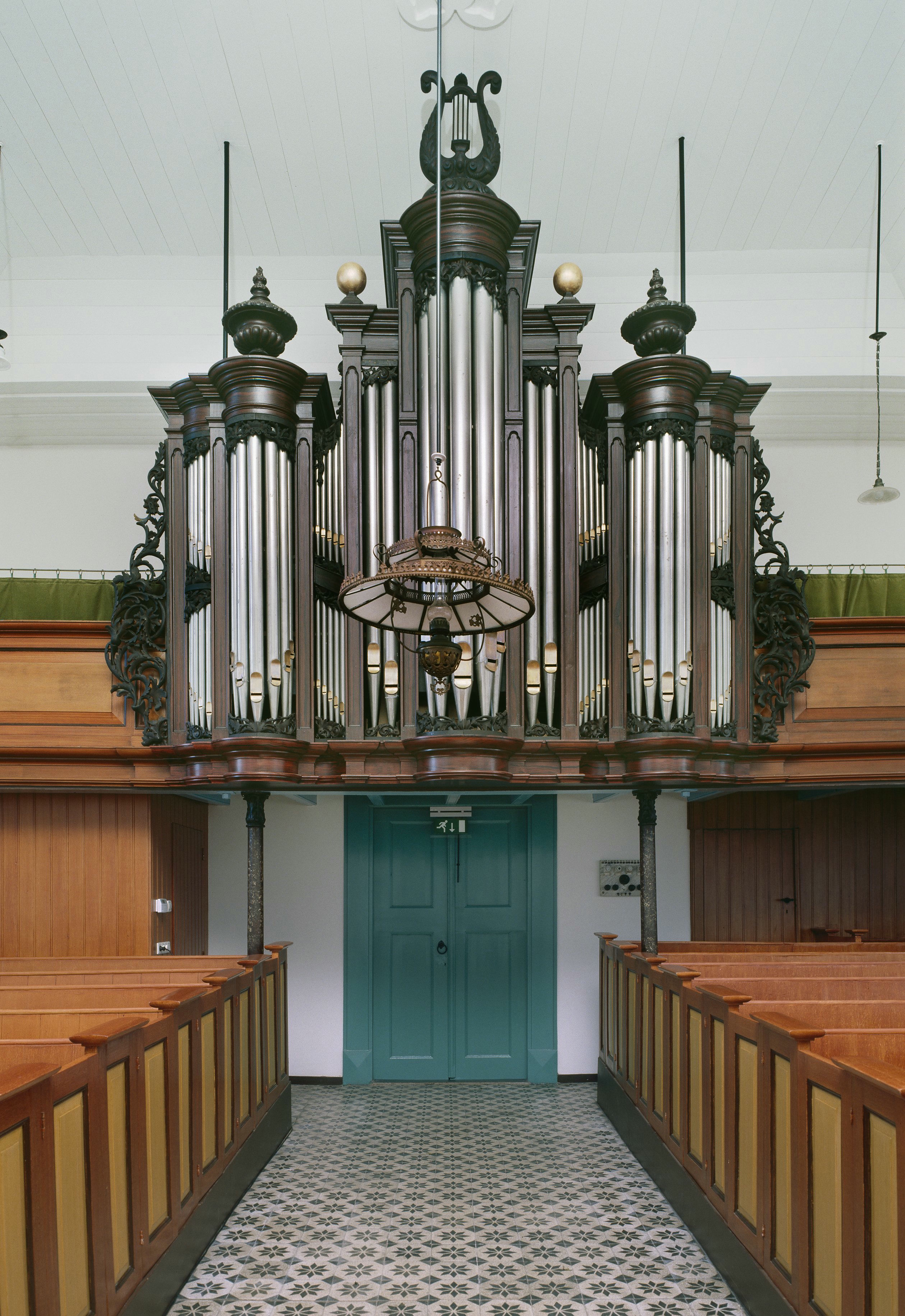
Van Oeckelen-orgel